# 1613 en science
| Années de la science : 1610 - 1611 - 1612 - 1613 - 1614 - 1615 - 1616    |
| Décennies de la science : 1580 - 1590 - 1600 - 1610 - 1620 - 1630 - 1640 |

Cet article présente les faits marquants de l'année 1613 en science.

## Événements
- 11 janvier : des maçons découvrent dans une sablonnière du château de Langon, près de Montrigaud en Dauphiné, les ossements fossiles d'un pachyderme, identifié comme ceux d'un Deinotherium giganteum en 1984. Ils sont attribués au géant Theutobocus[1].

- 29 septembre : ouverture du New River, un canal conçu par Hugh Myddelton (en) pour approvisionner Londres en eau potable du Hertfordshire[2].
- 21 décembre : lettre de Galilée, attaqué par les tenants du géocentrisme, à Benedetto Castelli[3], première des quatre Lettere copernicane (1613-1615). Il place au-dessus de l'autorité de la Bible la vérité scientifique[4].

## Publications

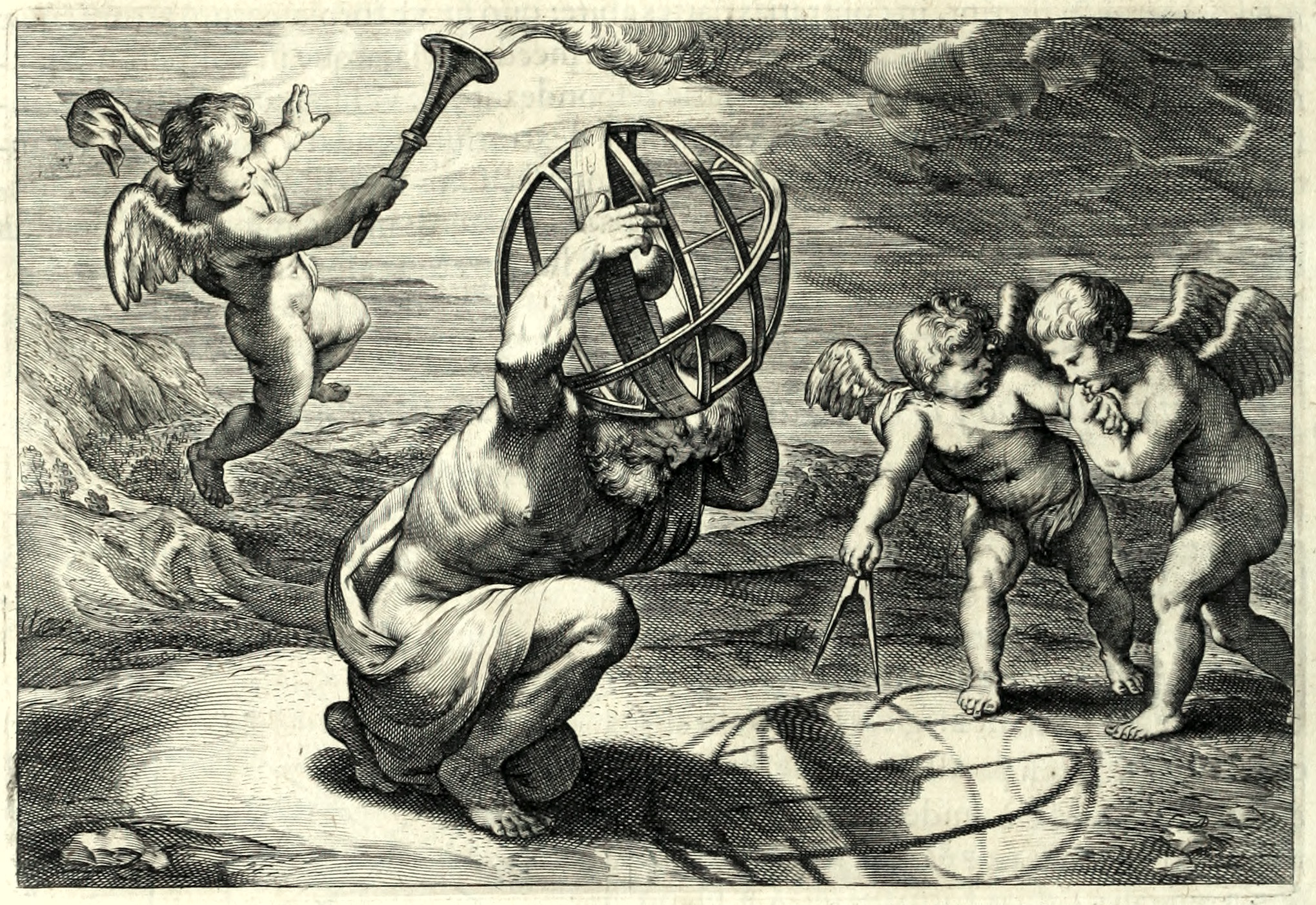
Illustration de Rubens pour les "Opticorum libri sex philosophis juxta ac mathematicis utiles".

- François d'Aguilon : Opticorum Libri Sex philosophis juxta ac mathematicis utiles, Anvers, 1613, qui a fait avancer considérablement les connaissances en optique et eut une très grande influence sur les physiciens de l'époque.
- Pietro Cataldi : Trattato del modo brevissimo di trovare la radice quadra delli numeri et regole da approssimarsi di continuo al vero nelle radici de' numeri non quadrati, con le cause & invenzioni loro, 1613 ;
- Johann Faulhaber : Recueil de Récréations mathématiques, en allemand, Ulm, 1613 ;
- Marin Ghetaldi : (la) Apollonius redivivus seu restitutae Apollonü Pergaei de inclinationibus geometriae, liber secundus,1613, Liber I. et II. Cum suppl, Volume 2 apud Baretium, Venise ;
- Christopher Grienberger : Speculum ustorium verae ac primigenae suae formae restitutum, Rome, 1613 ;
- Giovanni Camillo Glorioso : Ad theorema geometricum a nobilissimo viro propositum Joannis Camilli Gloriosi responsum. Huic subnectitur solutio hactenus desiderata prop. 19 lib. 2. Arithmeticorum Diophanti Alexandrini, T. Baglionum, 1613 ;
- Metius : Praxis novae geometriae, Franeker, 1613.
- Antonio Serra : Bref traité sur les causes qui font entrer d’abondance l’or et l’argent dans un royaume.
- Galileo Galilei :Storia e dimonstrazioni intorno alle macchie solari et loro accidenti, (Lettres sur les taches solaires), Rome, 22 mars 1613[5].

## Naissances
- 15 janvier : Giovanni Pietro Bellori (mort en 1696), archéologue, conservateur des Antiquités de Rome, historien, critique d'art et biographe italien.

## Décès
- 16 juin : Jakob Christmann (né en 1554), orientaliste et astronome allemand.
- 2 juillet : Bartholomäus Pitiscus (né en 1561), mathématicien allemand qui édita les tables de trigonométrie les plus précises du début du XVIIe siècle.
- 25 août : David Gans (né en 1541), penseur, mathématicien et astronome[6].
- 4 novembre : Edward Brerewood (né en 1565), érudit, mathématicien et antiquaire anglais.

- Antonio Santucci, astronome italien.